# أندرسون هرنانديز
أندرسون هرنانديز هو لاعب كرة قاعدة دومينيكاني، ولد في 30 أكتوبر 1982 في سانتو دومينغو في جمهورية الدومينيكان.

## وصلات خارجية
- أندرسون هرنانديز على موقع دوري كرة القاعدة الرئيسي (الإنجليزية)
- أندرسون هرنانديز على موقع الدوري الياباني لكرة القاعدة (الإنجليزية)
- أندرسون هرنانديز على موقعبيزبول رفرنس.كوم (الدوري الرئيسي) (الإنجليزية)
- أندرسون هرنانديز على موقعبيزبول رفرنس.كوم (الدوري الثانوي) (الإنجليزية)
- أندرسون هرنانديز على موقع إي إس بي إن.كوم (أم.أل.بي) (الإنجليزية)
- أندرسون هرنانديز على موقع مشجعي الرسوم البيانية (الإنجليزية)